# Мехдія
Мехдія (араб. المهدية, трансліт. al-Mahdiyā, бербер. ⵎⵀⴷⵉⵢⴰ, фр. Mehdia) — місто в провінції Кенітра, регіон Рабат-Сале-Кенітра, Марокко, розташоване в гирлі річки Себу на узбережжі Атлантичного океану. До XVI ст. мало назву Аль-Мамура (араб. المعمور, трансліт. al-Ma'mura), під час недовгої португальської окупації в XVI столітті місто було відоме як Сан-Жуан-да-Мамора (порт. São João da Mamora), а під час іспанського панування в XVII столітті — як Ла-Мамора (ісп. La Mamora)
За даними перепису населення 2004 року, у місті проживало 16 262 особи.

## Історія
Вважається, що перше поселення в гирлі річки Сус було засноване карфагенянами на чолі з Ганоном Мореплавцем ще в V столітті до нашої ери і отримало назву Тіміатерій (дав.-гр. Θυμιατήριον). Згідно периплу, що містить звіт про цю експедицію, це відбулось через два дні після того, як флот Ганнона проминув Геркулесові стовпи.
В арабські часи Мехдія називалася аль-Мамура (з арабської — «добре населена»).

### Португальська окупація (1515)
В 1507 році король Португалії Мануел I доручив Жозе де Менезесу обстежити входи до гаваней і піщані коси (бари) Аземмура, Аль-Мамура та інших міст на марокканському атлантичному узбережжі. Після успішного захоплення Аземмура в 1513 році, Мануель побудував там фортецю, яка мала служити базою для нападів на султанську столицю у Фесі. 24 червня 1515 року 200 португальських кораблів стали на якір перед Аль-Мамурою і висадили на берег загін з 8000 солдатів. Після захоплення поселення, португальці звели форт (Форт-де-Сан-Жуан-да-Мамора), але вже незабаром були змушені залишили місто. Через 47 днів, 10 серпня 1515 року, армія Маринідів напала на португальців і скинула їх в море, після чого на березі не залишилось жодного укріплення чи споруди пов'язаного з португальською присутністю.
Швидке залишення португальцями Мамори на початку XVI ст. не було винятковою подією. Загалом на атлантичному узбережжі Марокко між річкою Лукос на півночі та річкою Сус на півдні португальці захопили або побудували на марокканському узбережжі Атлантичного океану 6 окремих фортів. Чотири з цих фортів утримувлись португальцями лише протягом короткого строку: форт Грасіоза (1489), форт Сан-Жуан-де-Мамора (1515), форт Кастел-Реал в Могадорі (1506—1510) і форт Агуз (1520–1525).
Лише дві з фортець перетворились на стійки міськи поселення: Санта-Крус-ду-Кабо-де-Гуе (Агадір), заснований в 1505 році і утримуваний до 1541 року і Мазаган (Ель-Джадіда), заснований в 1514 році, який португальці спромоглись утримувати під своєю владою до 1769 року.

### Піратський притулок
Через те що Мехдія була єдиним портом на марокканському узбережжі, що не контролювався ані іспанцями, ані маврами, вона стала головним притулком для атлантичних піратів, важливим не тільки як місце збуту захопленої ними здобичі, а й для здійснення технічного обслуговування та ремонту суден (включаючи кілювання). 
Під час Англо-іспанської війни (1585—1604) англійські і голландські приватири реалізовували захоплені призи (кораблі) та здобич в Ірландії та на Берберському узбережжі, де місцеві уряди намагалися запобігти цій не зовсім легальній діяльності. Коли в 1604 році між Аглією і Іспанією було укладено Лондонський мирний договір, згідно умов якого Яків І заборонив каперську діяльність, колишні капери і приватири незабаром створили піратський притулок в Аль-Маморі, місці, яке мало перевагу місцезнаходження поблизу Іспанії та основних торговельних шляхів. Марокканський султанат терпів цих піратів через прибутки, яке вони приносили країні. Однак протягом літа Мамора ставала менш безпечною, оскільки спокійніші води сприяли європейським галерам, що використовувались для придушення піратства, тому як додаткова база для піратства влітку використовувалося узбережжя Манстера.
Близько 1610 року біля Мамори відбулась триденна битва між голландськими та англійськими піратами. Іспанці взяли Мамору в облогу в 1611 році, потопивши піратські кораблі та заблокувавши вхід у гавань. Влітку 1614 року в гавані знаходилося щонайменше 30 кораблів вагою понад 100 тонн, хоча природна перешкода (піщана коса — бар) заважала проходу в гавань кораблів вантажем понад ~300 тонн.

### Іспанська окупація (1614—1681)

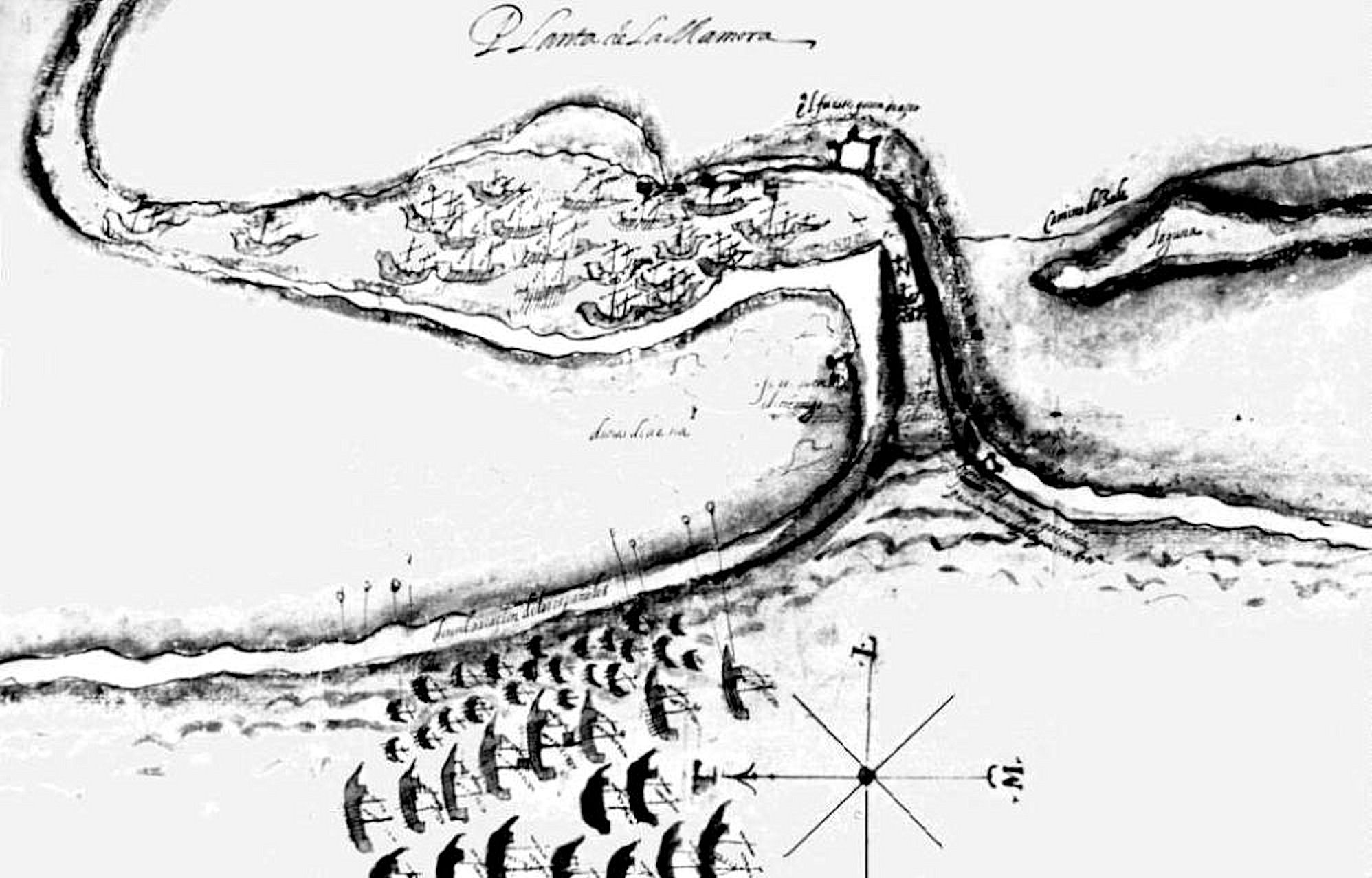
Гавань Ла-Мамора в часи іспанської окупації. Гравюра 1621 р.

В 1603 році, після смерті султана Ахмада аль-Мансура, в Марокко настав довгий період анархії і боротьби за владу. Цим скористались іспанці, які захопили в 1610 році Лараче, а в серпні 1614 року, під час правління султана Мулая Зідана, іспанський флот на чолі з адміралом Луїсом Фахардо захопив Аль-Мамуру, яку іспанці перейменувади на Ла-Мамору. Після захоплення Аль-Мамури іспанцями, більшість місцевих піратів перемістились в Нове Сале, де, разом з місцевими піратами-морисками вони незабаром утворили незалежну піратську Республіку Сале.
Ла-Мамора, перебувала під іспанським правлінням між 1614 і 1681 роками. Після переговорів з Мулаєм Зіданом іспанці залишили в місті сильний гарнізон з 1500 чоловік і назвали гавань Сан-Мігель-де-Ультрамар (ісп. San Miguel de Ultramar).

Неспроможність султана боротись з іноземними завойовниками призвела до того, що боротьбу проти іспанців очолив марабут, джихадист і воєначальник Сіді аль-Аячі, духовний лідер піратської Республіки Сале. Він оголосив проти іспанців священний джихад і очолив боротьбу проти них, залучаючи до нападів на іспанське судноплавство корсарів з піратської Республіки Сале, закрема іспанських морисків та європейців — протестантів (голландців і англійців). Приблизно в 1627 році йому навіть вдалося тимчасово захопити Аль-Мамуру і додати її до своєї корсарської Республіки Сале.

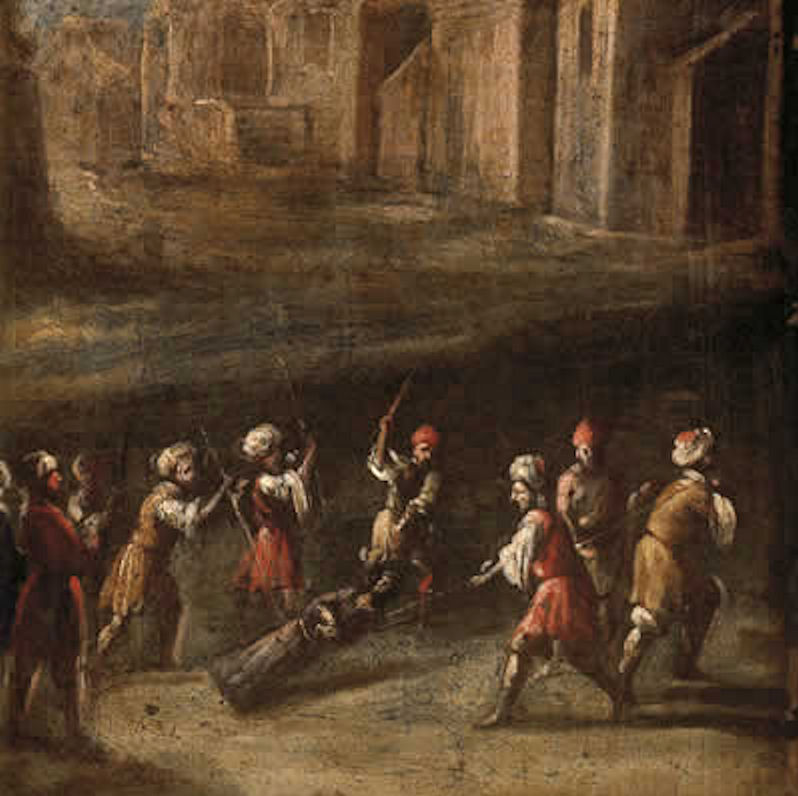
Статую Христоса Медінаселі, захопленого арабами в Мехдії, тягнуть вулицями Мекнеса.
Хуан де Вальдес Леал, 1681 рік.

Проте громадянська війна усіх проти усіх в Марокко продовжувалась і здобутки Сіді аль-Аячі не були тривкими. Іспанці зберігали контроль над містом протягом 67 років, коли його завоював султан Марокко з нової алавітської династії Мулай Ісмаїл.
Вважається, що єпископ Кадіса замовив статую Ісуса Христа для церкви в Ла-Маморі, яка перебувала в його єпархії. Коли марокканці відвоювали місто в 1681 році, вони захопили статую в якості здобичі, а пізніше отримали від іспанців за її повернення викуп. Статуб відвезли до Мадрида, де вона нині шанується під іменем Христос Медінаселі (Cristo de Medinaceli).

### У складі Марокко (1681—по сьогодення)
Новий султан Мулай Ісмаїл узяв місто штурмом у 1681 році і перейменував місто в Аль-Мехдія. Старовинна касба Мехдії була відновлена та розширена в цей період.
У 1795 році Мулай Сулейман, 13-й султан Марокко з династії Алавітів заблокував гавань Мехдії, щоб ускладнити іноземні напади на місто.
Французи окупували Мехдію в 1911 році.
Під час операції «Смолоскип» у 1942 році в Мехдії було висаджено близько 9000 союзних британсько-американське військ на 19 військових кораблях.